# Dynamisches Mikrofon
Als dynamisches Mikrofon bezeichnet man ein Mikrofon, das Schalldruckimpulse nach dem Prinzip der elektromagnetischen Induktion in äquivalente elektrische Spannungsimpulse wandelt. Es wird auch elektromagnetisches Mikrofon genannt.

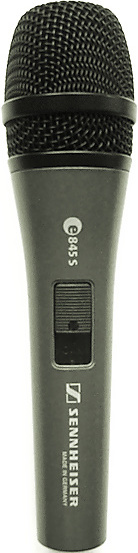
Viele Handmikrofone arbeiten nach dem dynamischen Prinzip

## Funktionsprinzip
Alle dynamischen Wandler nutzen das Prinzip der Induktion, um eine Membranschnellebewegung Δv in m/s in eine Spannungsänderung ΔU in Volt zu wandeln. Üblich ist heute das Tauchspulenmikrofon, eine Bauform, die an einen Lautsprecher erinnert. Eine andere Bauform des dynamischen Wandlers ist das Bändchenmikrofon.
Technisch betrachtet führt beim dynamischen Mikrofon die Geschwindigkeit der Membranbewegung zum Signal, nicht die momentane Auslenkung, daher bezeichnet man es auch als Geschwindigkeitsempfänger. Der Haupteinsatzbereich von dynamischen Mikrofonen ist der Live-Bereich. Im Studio werden meistens Kondensatormikrofone verwendet.
Bei dynamischen Schallwandlern gibt das Wandlersystem direkt die erzeugte Signalspannung aus, im Gegensatz zu Kondensatormikrofonen wird keine externe Kapselvorspannung (Polarisationsspannung) und kein nachgeschalteter Impedanzwandler benötigt. Daher sind sie nicht auf Phantomspeisung angewiesen.

## Physik
Elektroakustisches Wandlungsprinzip des dynamischen Mikrofons:
{\displaystyle \Delta \ U\propto \Delta \ v\,} (proportional)
Induktionsgesetz beim dynamischen Mikrofon:
{\displaystyle \Delta \ U=-B\cdot l\cdot \Delta \ v}
- Δ U = erzeugte Signalspannung als Spannungsschwankung
- Δ v = Änderung der mechanischen Schnelle als mechanische Auslenk-Geschwindigkeit des Leiters (Membran mit Schwingspule)
- B = magnetische Flussdichte, die proportional zur Magnetfeldstärke H ist
- l = Länge des elektrischen Leiters als Tauchspulendraht bzw. Bändchen

Aus der Formel ergibt sich, dass die Leiterlänge l (Spulendraht bzw. Bändchen) in der Praxis entscheidenden Einfluss hat auf den Innenwiderstand (Ausgangsimpedanz) des Mikrofons. Ist die Leiterlänge sehr kurz, wie bei einem Bändchenmikrofon, sinken entsprechend die erzeugte Spannung und der Innenwiderstand. Besteht die Spule aus sehr vielen Windungen – beim Tauchspulenmikrofon soll damit eine hohe Spannung gewährleistet werden – dann wird der Innenwiderstand recht groß. Auch im Fall eines minderwertigen Mikrofons, das nur eine schwache magnetische Flussdichte B hat, sinkt die erzeugte Spannung. Starke Magneten bringen dagegen den Vorteil der hohen Signalspannung.

## Bauformen

### Tauchspulenmikrofon

Schema eines Tauchspulenmikrofons

Das Tauchspulenmikrofon (auch Tauchspulmikrofon) ist ein elektroakustischer Wandler, der nach dem elektrodynamischen Prinzip des dynamischen Mikrofons arbeitet. Es ist sowohl die Bauform des Druckgradientenmikrofons als auch die des Druckmikrofons üblich.
Der Begriff Tauchspulenmikrofon bezieht sich auf die technische Anordnung der Bauelemente des Wandlers: Bei dem Tauchspulenmikrofon ist die Membran fest mit einer Magnet-Spule verbunden, die durch die Membranbewegung in ein statisches dauermagnetisches Feld „eintaucht“. Siehe auch: Tauchspule. Die relative Bewegung von Spule und Magnetfeld erzeugt per Induktion die Signalspannung. Diese ist proportional zur Membrangeschwindigkeit.
Tauchspulenmikrofone benötigen keine nachträgliche Impedanzanpassung und auch keine Symmetrierung; beides kann allein durch die Dimensionierung und Verschaltung der Spule erreicht werden.
Prinzipielle Nachteile: Die Schallwelle muss die Masse der Membran mit der Spule bewegen und elektrische Arbeit leisten. Tauchspulenmikrofone haben daher eine geringe Empfindlichkeit und zeigen eine Trägheit im Einschwingverhalten, wodurch feinste Details nicht erfasst werden, was jedoch erwünscht sein kann: Sie liefern ein „erdiges“, kräftiges Klangbild, hochwertige Modelle werden daher durchaus auch bei Studioaufnahmen verwendet. Tauchspulenmikrofone haben ein nicht so hohes Übertragungsspektrum wie Kondensatormikrofone und sind aufgrund ihrer geringen Empfindlichkeit für Fernaufnahmen ungeeignet. Die relativ hohe Masse des Membransystems lässt sie zudem empfindlich auf Körperschall, etwa Hantierungsgeräusche, reagieren; um solche Störungen zu verringern, ist bei hochwertigen Tauchspulenmikrofonen die gesamte technische Einheit (die Mikrofonkapsel) im Mikrofongehäuse schwingfähig gelagert.
Die Vorteile dieses Mikrofontyps zeigen sich darin, dass sie in der Regel gegenüber mechanischen Belastungen recht robust sind und hohe Schalldrücke vertragen. Auch benötigen sie keine Spannungsversorgung, was im mobilen Betrieb von Vorteil sein kann. Die einfache Bauart erlaubt preisgünstige Fertigung und macht diesen Mikrofontyp nahezu unverwüstlich.

### Bändchenmikrofon

Skizze eines Bändchenmikrofons

Ein Bändchenmikrofon (engl. ribbon microphone) ist ein elektroakustischer Wandler, der wie alle dynamischen Mikrofone nach dem Prinzip der Induktion arbeitet. Beim Bändchenmikrofon sind Wandlerprinzip und akustische Bauform eng verknüpft.
Die Membran des Bändchenmikrofons ist ein im Zickzack gefalteter Aluminiumstreifen von 2–4 mm Breite und ein paar Zentimetern Länge. Der Streifen ist nur wenige Mikrometer dick. Je nach Bauart sind ein oder zwei solcher Streifen zwischen den beiden Polen eines Permanentmagneten so eingespannt, dass sie bei Anregung durch eintreffenden Schall geringfügig hin und her schwingen. Die Bewegung im Magnetfeld induziert eine der Bewegungsgeschwindigkeit proportionale Spannung, die an den Enden der Aluminiumstreifen abgegriffen wird.
Ein Übertrager muss unbedingt nachgeschaltet werden, um die sehr geringe induzierte Spannung um etwa den Faktor 30 zu erhöhen. Damit wird auch die Impedanz des Mikrofons von etwa 0,2 Ohm auf die in der Studiotechnik übliche Ausgangsimpedanz von 200 Ohm angehoben.
Bändchenmikrofone besitzen einen im Arbeitsbereich nahezu linearen Frequenzgang; die sehr geringe Masse der Membran verleiht ihnen ein gutes Impulsverhalten. Prinzipbedingt kann die Membran von beiden Seiten vom Schall erreicht werden. Ihre akustische Bauweise ist daher die eines Druckgradientenmikrofons. Daraus folgt auch die Richtcharakteristik einer Acht. Sie sind nicht für die Aufnahme tiefster Frequenzen geeignet.

Bändchenmikrofon Funktionsweise Animation

Bändchenmikrofone reagieren empfindlich auf Wind, Erschütterungen und schnelle Bewegungen. Der Nahbesprechungseffekt ist wegen des Druckgradienten bei tiefen Frequenzen recht deutlich. Diese dröhnende Wirkung in der Nähe der Schallquelle kann durch Verwendung eines Hochpass-Filters gemindert werden.
Bändchenmikrofone erreichen sehr geringe Membranmassen und könnten daher mit Einschränkungen als Schallschnelleempfänger gesehen werden. Mikrofonentwickler widersprechen dieser Annahme und verwenden lieber das Wort Druckgradientenmikrofon oder Druckgradientenempfänger.